# Lancia Delta (grupo A)
El Lancia Delta fue un vehículo de competición perteneciente al Grupo A construido por Lancia y que participó en el  Campeonato del Mundo de Rally entre 1987 y 1992. Estaba basado en el Lancia Delta y todas la evoluciones conformaron la serie de modelos más exitosa de la historia del campeonato del mundo, debutando en 1987, logrando cuatro títulos de pilotos, seis títulos de marcas consecutivos y 46 victorias de 67 rallies donde tomó partida. La marca italiana hizo debutar al Lancia Delta, en sustitución del Lancia Delta S4, con la evolución Delta HF 4WD siendo la precursora de las todas las evoluciones del Delta que compitieron en el campeonato del mundo y otras competiciones de rally como el europeo o el italiano entre los años 1980 y 90.

## Lancia Delta HF 4WD
El Lancia Delta HF 4WD fue la primera evolución del Lancia Delta perteneciente al grupo A que Lancia comenzó a usar en el campeonato del mundo de rally en 1987, tras la prohibición de los grupo B debido a las muertes de Henri Toivonen y Cresto en el Rally de Córcega de 1986. Las marcas que competían en el mundial, deberían preparar sus vehículos conforme a las clases A y N para 1987. Solo Peugeot y Lancia tomaron una rápida decisión y, mientras que la primera decidió abandonar el mundial y preparar su 205 T16 para los raids, Lancia que seguía interesada en el mundial, se enfrentaba a la tarea de desarrollar un grupo A a contrarreloj.
El vehículo elegido por Lancia sería el Lancia Delta, una berlina compacta, construido sobre la base del Fiat Ritmo. A finales de 1986, Lancia lanzó al mercado el Delta HF 4WD con un motor de 165cv. Para la versión de rallies, el motor constaba de un dos litros biárbol de la marca Fiat, que ya había sido usado en el Fiat 131 Abarth en los años 70, inyección electrónica y turbo. Los ingenieros usaron el turbo del Delta Turbo y la tracción integral del Delta Prisma, por lo que solo tuvieron que hacer una mezcla entre ambos automóviles. Para su homologación se fabricaron las 5.000 unidades de calle exigidas por la FIA.  
El Lancia Delta HF 4WD fue el vehículo que mejor se adoptó a las nuevas especificaciones del grupo A, combinando el motor turbo con la tracción integral. Contaba con 250cv de potencia y un sistema de tracción con diferencial Torsen, favoreciendo ligeramente el eje trasero (56% al eje delantero y 44% al trasero), suspensiones McPherson, una buena entrega de par y una eficaz tracción total, pero adolecía de algunos problemas propios de las prisas con que se desarrolló. El primero de ellos era la anchura del vehículo, al tener bastante recortados los recorridos de suspensión no era tan competitivo en pruebas sobre tierra y además solo podía usar llantas de 14 pulgadas. Otro inconveniente era la falta de refrigeración y el mal acceso a los componentes mecánicos, muy necesarios e importantes para las reparaciones durante la competición.
En su primer año en el mundial fue claramente superior en rallies de tierra, y aunque cayó derrotado en Córcega, Suecia y Kenia, la única duda para Lancia, era cual de los tres pilotos de la casa iba a llevarse el título de pilotos: Miki Biasion, Markku Alén o Juha Kankkunen. El italiano Biasion venció en Montecarlo, Argentina y San Remo, Alén lo hizo en Portugal, Acrópolis y Mil Lagos y Kankkunen con victorias en el Olympus e Inglaterra se llevó el título. Ese año, el Delta ganaría también en Nueva Zelanda gracias al piloto privado Franz Wittman. En 1988 repetiría victoria en Montecarlo, esta vez con Bruno Saby, en Suecia con Alén, hasta que en el Rally de Portugal debutó su sucesor, el Lancia Delta Integrale.

## Lancia Delta Integrale
El Lancia Delta Integrale disponía de varias mejoras respecto al HF 4WD: mayores recorridos de suspensión, aletas más anchas que permitían montar neumáticos más anchos, mayor potencia (295 cv), un reparto distinto de la tracción, una marcha más en la caja de cambios (pasando de cinco a seis) y una aligeración de peso de 100kg.
Debutó en el Rally de Portugal de 1988, la tercera prueba de la temporada, año en que lograría el título de marcas y de pilotos, esta vez con Biasion. El Delta Integrale solo perdió una carrera, el Rally de Corcega de 1988, ganando en doce rallies consecutivos y manteniéndose imbatido durante un año.

## Lancia Delta Integrale 16v
En el Rally de San Remo de 1989, el italiano Biasion con su segundo título en el bolsillo, estrenó la siguiente evolución, el Integrale 16v. La culata contaba con cuatro  válvulas por cilindro aumentando el par motor, ya que las normativas para los grupo A en 1990 establecían una reducción de la brida de admisión de aire del turbo. El Delta Integrale 16v estuvo en el mundial hasta 1992 y perdió su primer título de pilotos ante Carlos Sainz - 1990-, pero se llevó el de marcas. En  1991 ganaría ambos campeonatos, siendo esta vez el de pilotos para Juha Kankkunen.

## Lancia Delta HF Integrale
La última evolución fue el Delta HF Integrale que contaba con un paquete de modificaciones muy amplio. Ganó siete centímetros de anchura, pudiendo de nuevo montar ruedas de 17 pulgadas lo que mejoraba la refrigeración de los frenos, se aligeró la carrocería y el motor ganó en bajos. Fue desarrollado en otoño de 1991 y debutó en el Montecarlo de 1992, año que ganó su sexto título de marcas y ocho pruebas, pero perdió de nuevo el de pilotos a favor de Sainz con un Toyota.
Ese sería el último año de Lancia en el mundial, puesto que para 1993 la gestión del equipo fue a traspasada a Jolly Club y a pesar del fichaje de Sainz, el Lancia Delta no logró ninguna victoria más en el mundial de rallies.

## Palmarés

### Victorias en el WRC
| N.º | Modelo              | Rally                                  | Año  | Piloto          | Copiloto                |
| --- | ------------------- | -------------------------------------- | ---- | --------------- | ----------------------- |
| 1   | Delta HF 4WD        | 55ème Rallye Automobile de Monte-Carlo | 1987 | Miki Biasion    | Tiziano Siviero         |
| 2   | Delta HF 4WD        | 21º Rallye de Portugal Vinho do Porto  | 1987 | Markku Alén     | Ilkka Kivimäki          |
| 3   | Delta HF 4WD        | 34rd Acropolis Rally                   | 1987 | Markku Alén     | Ilkka Kivimäki          |
| 4   | Delta HF 4WD        | 22nd Olympus Rally                     | 1987 | Juha Kankkunen  | Juha Piironen           |
| 5   | Delta HF 4WD        | 17th AWA Clarion Rally New Zealand     | 1987 | Franz Wittmann  | Jörg Pattermann         |
| 6   | Delta HF 4WD        | 7º Marlboro Rally Argentina            | 1987 | Miki Biasion    | Tiziano Siviero         |
| 7   | Delta HF 4WD        | 37th 1000 Lakes Rally                  | 1987 | Markku Alén     | Ilkka Kivimäki          |
| 8   | Delta HF 4WD        | 29º Rallye Sanremo                     | 1987 | Miki Biasion    | Tiziano Siviero         |
| 9   | Delta HF 4WD        | 36th Lombard RAC Rally                 | 1987 | Juha Kankkunen  | Juha Piironen           |
| 10  | Delta HF 4WD        | 56ème Rallye Automobile de Monte-Carlo | 1988 | Bruno Saby      | Jean-François Fauchille |
| 11  | Delta HF 4WD        | 38th International Swedish Rally       | 1988 | Markku Alén     | Ilkka Kivimäki          |
| 12  | Delta Integrale     | 22º Rallye de Portugal Vinho do Porto  | 1988 | Miki Biasion    | Carlo Cassina           |
| 13  | Delta Integrale     | 36th Marlboro Safari Rally             | 1988 | Miki Biasion    | Tiziano Siviero         |
| 14  | Delta Integrale     | 35th Acropolis Rally                   | 1988 | Miki Biasion    | Tiziano Siviero         |
| 15  | Delta Integrale     | 23rd Olympus Rally                     | 1988 | Miki Biasion    | Tiziano Siviero         |
| 16  | Delta Integrale     | 8º Marlboro Rally Argentina            | 1988 | Jorge Recalde   | Jorge del Buono         |
| 17  | Delta Integrale     | 38th 1000 Lakes Rally                  | 1988 | Markku Alén     | Ilkka Kivimäki          |
| 18  | Delta Integrale     | 30.º Rallye Sanremo - Rallye d'Italia  | 1988 | Miki Biasion    | Tiziano Siviero         |
| 19  | Delta Integrale     | 37th Lombard RAC Rally                 | 1988 | Markku Alén     | Ilkka Kivimäki          |
| 20  | Delta Integrale     | 57ème Rallye Automobile de Monte-Carlo | 1989 | Miki Biasion    | Tiziano Siviero         |
| 21  | Delta Integrale     | 23º Rallye de Portugal Vinho do Porto  | 1989 | Miki Biasion    | Tiziano Siviero         |
| 22  | Delta Integrale     | 37th Marlboro Safari Rally             | 1989 | Miki Biasion    | Tiziano Siviero         |
| 23  | Delta Integrale     | 33ème Tour de Corse - Rallye de France | 1989 | Didier Auriol   | Bernard Occelli         |
| 24  | Delta Integrale     | 36th Acropolis Rally                   | 1989 | Miki Biasion    | Tiziano Siviero         |
| 25  | Delta Integrale     | 9º Rally Argentina                     | 1989 | Mikael Ericsson | Claes Billstam          |
| 26  | Delta Integrale 16v | 31.er Rallye Sanremo - Rallye d'Italia | 1989 | Miki Biasion    | Tiziano Siviero         |
| 27  | Delta Integrale 16v | 58ème Rallye Automobile de Monte-Carlo | 1990 | Didier Auriol   | Bernard Occelli         |
| 28  | Delta Integrale 16v | 24º Rallye de Portugal Vinho do Porto  | 1990 | Miki Biasion    | Tiziano Siviero         |
| 29  | Delta Integrale 16v | 34ème Tour de Corse - Rallye de France | 1990 | Didier Auriol   | Bernard Occelli         |
| 30  | Delta Integrale 16v | 10º Rally Argentina                    | 1990 | Miki Biasion    | Tiziano Siviero         |
| 31  | Delta Integrale 16v | 3rd Commonwealth Bank Rally Australia  | 1990 | Juha Kankkunen  | Juha Piironen           |
| 32  | Delta Integrale 16v | 32.º Rallye Sanremo - Rallye d'Italia  | 1990 | Didier Auriol   | Bernard Occelli         |
| 33  | Delta Integrale 16v | 39th Martini Safari Rally              | 1991 | Juha Kankkunen  | Juha Piironen           |
| 34  | Delta Integrale 16v | 38th Acropolis Rally                   | 1991 | Juha Kankkunen  | Juha Piironen           |
| 35  | Delta Integrale 16v | 41st 1000 Lakes Rally                  | 1991 | Juha Kankkunen  | Juha Piironen           |
| 36  | Delta Integrale 16v | 4th Telecom Rally Australia            | 1991 | Juha Kankkunen  | Juha Piironen           |
| 37  | Delta Integrale 16v | 33º Rallye Sanremo - Rallye d'Italia   | 1991 | Didier Auriol   | Bernard Occelli         |
| 38  | Delta Integrale 16v | 47th Lombard RAC Rally                 | 1991 | Juha Kankkunen  | Juha Piironen           |
| 39  | Delta HF Integrale  | 60ème Rallye Automobile de Monte-Carlo | 1992 | Didier Auriol   | Bernard Occelli         |
| 40  | Delta HF Integrale  | 26º Rallye de Portugal Vinho do Porto  | 1992 | Juha Kankkunen  | Juha Piironen           |
| 41  | Delta HF Integrale  | 36ème Tour de Corse - Rallye de France | 1992 | Didier Auriol   | Bernard Occelli         |
| 42  | Delta HF Integrale  | 39th Acropolis Rally                   | 1992 | Didier Auriol   | Bernard Occelli         |
| 43  | Delta HF Integrale  | 12º Rally Argentina                    | 1992 | Didier Auriol   | Bernard Occelli         |
| 44  | Delta HF Integrale  | 42nd 1000 Lakes Rally                  | 1992 | Didier Auriol   | Bernard Occelli         |
| 45  | Delta HF Integrale  | 5th Telecom Rally Australia            | 1992 | Didier Auriol   | Bernard Occelli         |
| 46  | Delta HF Integrale  | 34º Rallye Sanremo - Rallye d'Italia   | 1992 | Andrea Aghini   | Sauro Farnocchia        |